# Wojna kognitywna
Wojna kognitywna – wszelkie działania militarne mające na celu wpływanie na postawy i zachowania poprzez oddziaływanie, ochronę lub zakłócanie procesów poznawczych na poziomie jednostki, grupy lub populacji. Jest to połączenie wojny informacyjnej, wywiadu, inwigilacji i rozpoznania oraz wojny elektronicznej i operacji psychologicznych.
Generał NATO Paolo Ruggiero odróżnia ją od innych działań związanych z informacją ze względu na jej cele: „Jej celem nie jest to, co myślą jednostki, ale raczej sposób, w jaki myślą”. Podmioty korzystające z wojny kognitywnej dążą do wpływania na ludzkie myślenie, rozumowanie, nadawanie sensu, podejmowanie decyzji i zachowanie poprzez manipulowanie informacjami i wykorzystywanie struktur uczenia maszynowego, które rozpowszechniają informacje w Internecie.

## Cele
Destabilizacja i wpływ to podstawowe cele wojny kognitywnej, która służy szerzeniu niezadowolenia lub zachęcaniu społeczeństwa do określonych przekonań i działań, tak aby wróg zniszczył się od wewnątrz, uniemożliwiając stawiania oporu, odstraszania lub w celu odwracania uwagi od celów atakującego. Wojna kognitywna nie tylko próbuje zmienić sposób myślenia ludzi, ale także zmienia sposób myślenia, odczuwania i zachowania odbiorców; jeśli się powiedzie, prawdopodobnie ukształtuje i wpłynie na przekonania i zachowania jednostki lub grupy na korzyść taktycznych lub strategicznych celów atakującego. W najbardziej ekstremalnych przypadkach może dojść do rozpadu całego społeczeństwa, w którym nie będzie już zbiorowej woli przeciwstawienia się napastnikowi, co z kolei umożliwi napastnikowi podporządkowanie sobie społeczeństwa bez uciekania się do groźby użycia jawnej siły.

### Destabilizacja
Jednym z podstawowych celów wojny kognitywnej jest destabilizacja docelowego społeczeństwa (obiektu ataku) poprzez zniszczenie istniejącej jedności i zaufania w społeczeństwie, np. poprzez „negatywną mobilizację emocjonalną” powodując obsesję na punkcie problemów wewnętrznych i utratę produktywności. Społeczeństwo odmawia współpracy i nie są już zaangażowane w realizację wspólnego celu. Sposoby zniszczenia obejmują: przyspieszenie istniejących podziałów w grupie lub wprowadzanie nowych idei i koncepcji, aby przeciwstawić sobie różne grupy i nasilić polaryzację; tematy wybierane w procesie powinny być gromadzone i przygotowywane w sposób ciągły w czasie pokoju, skupiając się na różnych ważnych aspektach i danych rzeczywistego społeczeństwa i mogą obejmować aspekty makroskopowe, systemy narodowe lub społeczne, ideologie itp. lub wady społeczne; mikro tematy mogą czasami zostać przekształcone w główne kwestie obejmujące poziom makro, a powiązane tematy powinny współpracować z całościowymi operacjami wojskowymi, tak aby operacje poznawcze mogły sprostać potrzebom bieżącej makro sytuacji politycznej i dyplomatycznej.

### Oddziaływanie
Kolejnym podstawowym celem operacji poznawczych jest wywarcie wpływu na grupę docelową. Atakujący manipuluje poznaniem i rozumieniem otoczenia grupę docelową, nakłania ją do działania w sposób korzystny dla jej własnych celów i ostatecznie powoduje, że grupa docelowa reaguje na coś. Do celów wpływu zaliczają się konkretni lub niekonkretni członkowie ogółu społeczeństwa, wojsko, przywódcy lub osobistości ze świata wojska, polityki lub biznesu, angażując poznawcze preferencje lub nawyki, tożsamość, wartości, przekonania, postawy i emocje celu itp.
Według wspólnego badania przeprowadzonego przez tajwańską Akademię Sinica i opublikowanego w czasopiśmie Global Security Studies wydawanym przez Uniwersytet Oksfordzki, skutki wojny poznawczej są złożone, ponieważ zwiększają koszty przetwarzania poznawczego w mózgu, nawet jeśli mózg odbiorcy nie wychwyci fałszywych informacji. W przypadku powtarzającej się ekspozycji i stymulacji fałszywymi wiadomościami odbiorcy zmniejszają psychologiczny koszt akceptacji, a osoby, które nie mają wystarczającej wiedzy o sprawach publicznych, mogą być bardziej podatne, polegając na odpowiednich zewnętrznych komunikatach. Niektórzy naukowcy uważają, że różne komunikaty przekazywane w ramach wojny poznawczej mogą nie przynieść oczekiwanego efektu, a poprawność informacji nie gwarantuje wyniku.

## Sposób działania
Typowe sposoby walki kognitywnej obejmują:
- Klasyczne media: za pośrednictwem mediów lub kluczowych liderów opinii, takich jak artykuły informacyjne, reklamy, filmy i programy telewizyjne oraz publikacje, w celu promowania własnych poglądów i opinii[18][19].
- Mediach społecznościowe: za pośrednictwem platform mediów społecznościowych, takich jak TikTok, Rednote, X, Facebook, Instagram itp. oraz powiązanych kluczowych liderów opinii, przeprowadza się manipulację opinią publiczną i wpływa się na nią[20]. Możliwość zabezpieczenia mediów społecznościowych jest uznawana jako kluczowa do bezpieczeństwa narodowego w domenie poznawczej i stała się głównym polem bitwy międzynarodowej wojny kognitywnej[18][15].
- Manipulacja wywiadem: Osiągnięcie efektów polaryzacji, podżegania i zastraszania poprzez zmianę, fałszowanie i rozpowszechnianie fałszywych lub niedokładnych informacji i danych wywiadowczych w celu wpłynięcia na decyzje, działania lub opinię publiczną wroga w sferze publicznej[18]. Gdy takie informacje zostaną zmieszane z częścią prawdziwych wiadomości, osobom z zewnątrz będzie trudniej rozpoznać prawdę, łatwiej będzie przekonać opinię publiczną i trudniej będzie wyjaśnić fakty[21].
- Wpływ kulturowy: Wpływ na ideologię i wartości wroga poprzez język i kulturę, takie jak muzyka, film i sztuka. Twierdzono, że ponieważ istnieją różnice w tradycjach kulturowych, wierzeniach religijnych, zwyczajach, percepcjach psychologicznych i wzorcach myślenia między różnymi krajami i narodami, a czasami występują różnice poznawcze, rozbieżności, a nawet wrogość między pluralistycznymi grupami etnicznymi w kraju, ważne jest skonstruowanie i opanowanie kulturowych modeli poznawczych różnych krajów lub grup docelowych. W szczególności wzmocnienie badań nad podstawowymi cechami kulturowymi i zachowaniami poznawczymi personelu wojskowego wroga, a także nad podstawowymi percepcjami i postawami różnych społeczności grupy docelowej, w tym ogółu społeczeństwa i organizacji pozarządowych, w odniesieniu do wspólnych ważnych i wrażliwych kwestii, jest kluczowym środkiem dla wojny kognitywnej[15].
- Propaganda polityczna: Wpływ na świadomość i zachowanie odbiorców docelowych poprzez orędownictwo polityczne, takie jak przemówienia, deklaracje, demonstracje, public relations, dyplomacja publiczna, raporty polityczne i reklamy kampanii[22][23].

### Nauka i technologia
Przez rozwój sztucznej inteligencji, w ramach operacji wojny kognitywnej można zbierać i analizować szeroki zakres danych i informacji na temat różnych grup docelowych i konkretnych osób, wykorzystując analizę dużych zbiorów danych i moc obliczeniową, smartfony, platformy mediów społecznościowych itp., aby modelować i przewidywać zachowania mózgu, sposoby poznania psychicznego i emocjonalnego, zachowań społecznych, opinii publicznej.